# Rio Cure
O rio Cure é um rio dos departamentos de Saône-et-Loire, Nièvre e Yonne, na Borgonha, no centro-norte de França. É um importante afluente do rio Yonne, que por sua vez é afluente do rio Sena. Conflui com o rio Yonne em Cravant, a 15 km a montante de Auxerre.

## Ligações externas

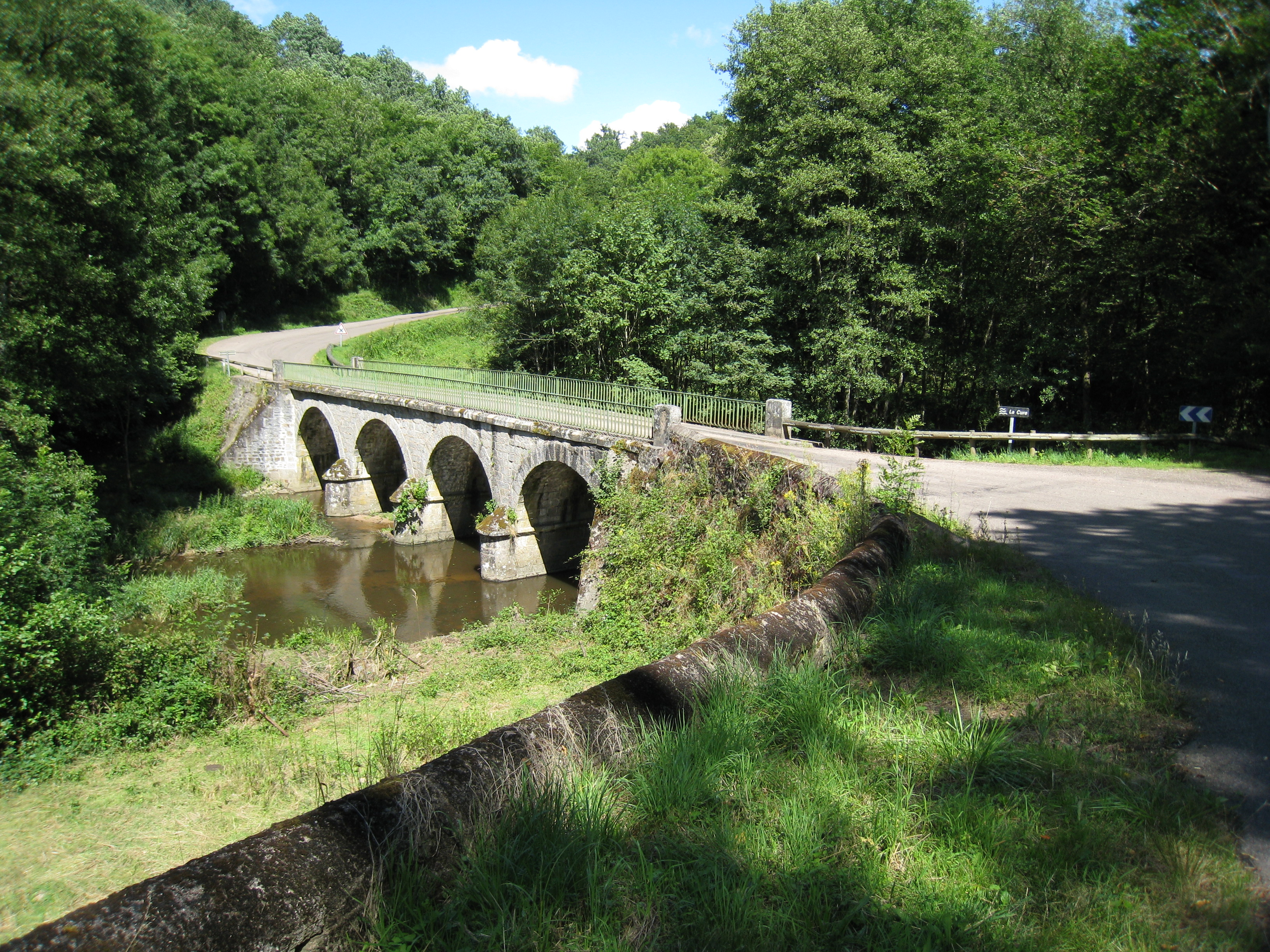
O rio Cure em Saint-André-en-Morvan.